# Slap Her... She's French
Slap Her... She's French är en amerikansk långfilm från 2002 i regi av Melanie Mayron, med Piper Perabo, Jane McGregor, Trent Ford och Julie White i rollerna.

## Rollista
| Piper Perabo     | – Genevieve Le Plouff |
| Jane McGregor    | – Starla Grady        |
| Trent Ford       | – Ed Mitchell         |
| Julie White      | – Bootsie Grady       |
| Brandon Smith    | – Arnie Grady         |
| Jesse James      | – Randolph Grady      |
| Nicki Aycox      | – Tanner Jennings     |
| Alexandra Adi    | – Ashley Lopez        |
| Matt Czuchry     | – Kyle Fuller         |
| Cristen Coppen   | – Doreen Gilmore      |
| Michael McKean   | – Monsieur Duke       |
| Mary Portser     | – Kimmy Sue Sprinkle  |
| Katherine Cortez | – Lurlene Haskell     |
| Jerry Cotton     | – Sheriff Flinkman    |
| Kirk Sisco       | – News Contest Judge  |